# 隆格莱伊
隆格莱伊（Lunglei），是印度米佐拉姆邦Lunglei县的一个城镇。总人口47355（2001年）。

## 人口
该地2001年总人口47355人，其中男性24579人，女性22776人；0—6岁人口6730人，其中男3411人，女3319人；识字率83.77%，其中男性为84.03%，女性为83.49%。